# Washington State University

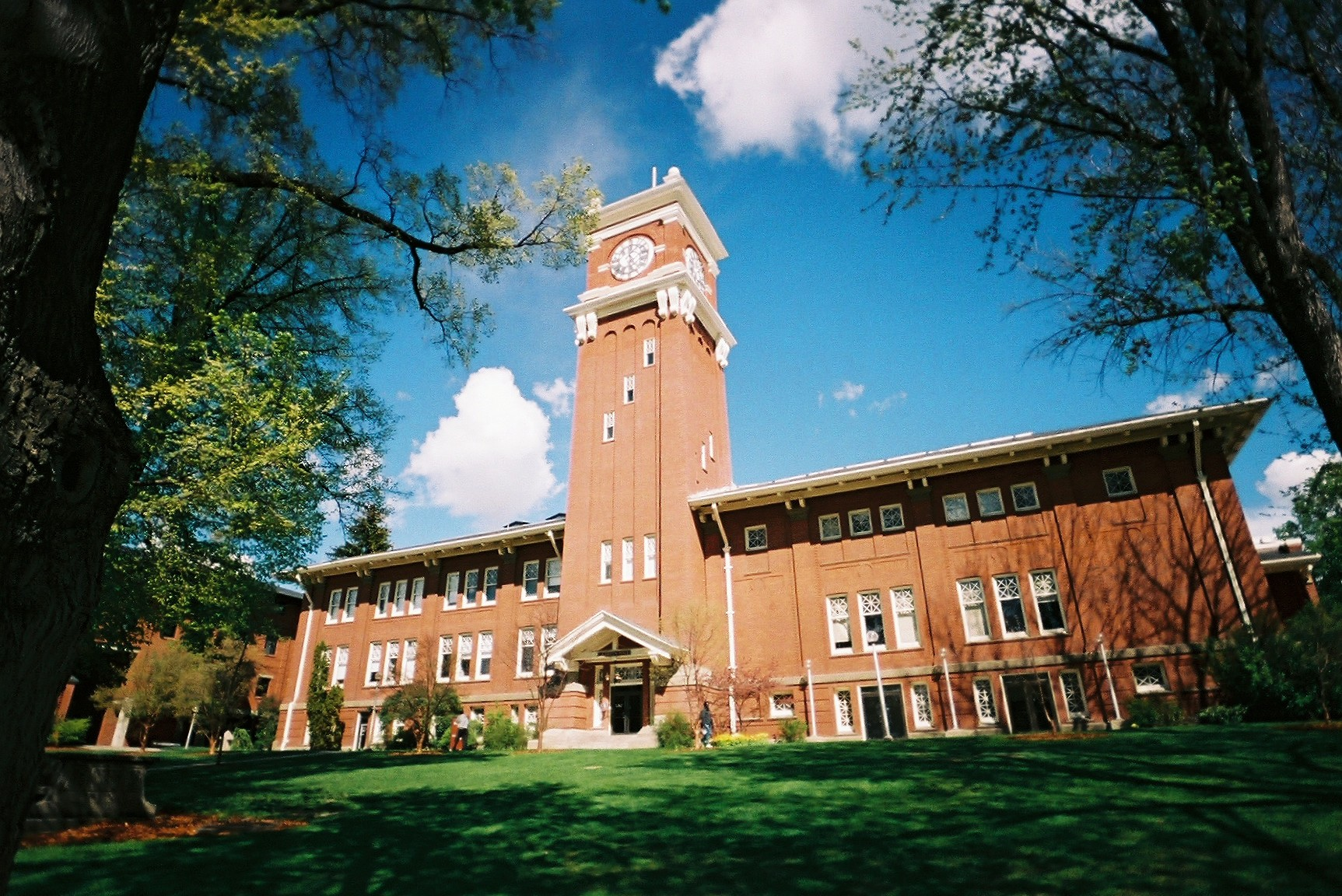
Bryan Hall, uit 1909, een van de oudste gebouwen op de campus in Pullman

Washington State University (WSU) is een openbare universiteit in de Amerikaanse staat Washington, met de hoofdvestiging in Pullman.
De universiteit is opgericht in 1890, en had in 2017 ruim 30.000 studenten, waaronder ongeveer 4000 graduate students. De hoofdvestiging, met ca. 20.000 studenten, bevindt zich in Pullman. Drie kleinere campussen zijn gevestigd in Spokane, Richland (WSU Tri-Cities) en Vancouver. 
In Everett is een kleine vestiging (ongeveer 200 studenten) die een tweejarig programma aanbiedt dat aansluit op een tweejarig community college-programma. Deze opleidingen sluiten onder meer aan op de in die regio gevestigde luchtvaartindustrie (Boeing).
Daarnaast heeft WSU een programma voor afstandsonderwijs (WSU Global Campus).